# Agnès Hurstel
Agnès Hurstel (Tolosa, 5 settembre 1990) è un'attrice, comica e conduttrice radiofonica francese.

## Biografia
Hurstel ha conseguito il diploma di maturità nel 2008 al Lycée français Charles-de-Gaulle di Londra. Ha studi letteratura al Lycée Chaptal di Parigi e ha conseguito una doppia laurea in letteratura e teatro all'Università Sorbonne-Nouvelle. Ha iniziato a fare stand-up comedy nel 2015.
Nel 2018 ha sostituito Alison Wheeler su France Inter nel programma radiofonico La Bande originale, condotto da Nagui.
Nel 2021 ha interpretato Prune, il ruolo principale nella serie OCS Jeune et Golri di cui è co-creatrice e co-sceneggiatrice, serie che ha vinto i premi per la migliore serie francese e la migliore composizione originale al festival Series Mania.
Nel 2022 ha interpretato uno dei ruoli principali nella commedia On sourit pour la photo di François Uzan. Ha recitato nel film Cut! Zombi contro zombi (Coupez!) di Michel Hazanavicius, un remake del film giapponese Zombie contro zombie - One Cut of the Dead (2017), che nello stesso anno ha aperto il Festival di Cannes.

## Filmografia

### Cinema
- Venir sur ses pas, regia di Baptiste Drapeau (2015)
- Bad Buzz de Stéphane Kazandjian (2017)
- Un marito a metà (Garde alternée), regia di Alexandra Leclère (2017)
- Ami-ami, regia di Victor Saint-Macary (2018)
- Les Affamés, regia di Léa Frédeval (2018)
- Trop d'amour, regia di Frankie Wallach (2019)
- Cut! Zombi contro zombi (Coupez!), regia di Michel Hazanavicius (2022)
- On sourit pour la photo, regia di François Uzan (2022)
- Un uomo felice (Un homme heureux), regia di Tristan Séguéla (2023)
- Yannick - La rivincita dello spettatore (Yannick), regia di Quentin Dupieux (2023)
- Daaaaaalí!, regia di Quentin Dupieux (2023)
- Silenzio! (Pas de vagues), regia di Teddy Lussi-Modeste (2024)

### Televisione
- Le Passe-muraille, regia di Dante Desarthe (2016)
- WorkinGirls (2016)
- Patriot (2018)
- Jeune et Golri (2021)
- Greek Salad (Salade grecque), regia di Cédric Klapisch (2023)

## Teatro
- Agnès bande al Sonar’t (2016)
- Agnès Hurstel - Ma bite et mon couteau al Sonar’t e al Sentier des Halles (2016-2017)
- Agnès Hurstel - Avec ma bouche al Sentier des Halles e al Théâtre du Rond-Point (2017-2019)